# Жайлауов, Талгат Бакытбекович
Талга́т Бакытбе́кович Жайла́уов (каз. Талғат Бақытбекұлы Жайлауов; 7 июля 1985, Усть-Каменогорск, СССР) — казахстанский хоккеист, крайний нападающий. Являлся капитаном национальной сборной Казахстана. Лучший хоккеист Казахстана 2007 года.

## Карьера
Воспитанник усть-каменогорского хоккея, первый тренер — Владимир Беляев.
Был знаменосцем делегации Казахстана на церемониях открытий зимних Азиатских игр 2007 и 2011 годов.
На уровне КХЛ провёл 11 сезонов, в течение которых принял участие в 418 матчах (включая игры плей-офф), забросив 75 шайб и отдав 105 результативных передач. 7 января 2013 года сделал свой первый хет-трик в КХЛ, трижды поразив ворота новокузнецкого «Металлурга» («Барыс» победил в гостях со счётом 6:8). В 2014 году принял участие в матче звёзд КХЛ.
В 2025 году входил в штаб сборной Казахстана на чемпионате мира 2025. Летом 2025 года был сперва назначен главным тренером клуба «Номад», но после назначения Михаила Кравца вошёл в тренерский штаб «Барыса».

## Достижения
- Чемпион зимних Азиатских игр 2011 года
- Серебряный призёр зимних Азиатских игр 2007 года
- Чемпион Казахстана (2005, 2007)